# Montevergine (Mercogliano)
Montevergine est un hameau de la commune de Mercogliano, dans la province d'Avellino, où se trouve le sanctuaire catholique homonyme. Il a donné son nom à l'ordre de Montevergine fondée par saint Guillaume de Vercelli.

## Histoire
Le sanctuaire de Montevergine (it) abrite la dépouille du bienheureux (beato) Giulio, moine décédé en 1601, et dont le corps est resté intact sans aucun traitement de conservation (fête le 8 juillet).
Il se trouve dans l'immense parc régional du Partenio créé en 1993.

## Cyclisme
Le sanctuaire Montevergine di Mercogliano a été le lieu d'arrivée de six étapes du Tour d'Italie.
| Année | N° de l'étape | Départ       | Date   | km  | Vainqueur d'étape |
| ----- | ------------- | ------------ | ------ | --- | ----------------- |
| 1962  | 7e            | Fiuggi       | 25 mai | 224 | Armand Desmet     |
| 2001  | 4e            | Potenza      | 23 mai | 169 | Danilo Di Luca    |
| 2004  | 7e            | Frosinone    | 15 mai | 214 | Damiano Cunego    |
| 2007  | 4e            | Salerno      | 16 mai | 153 | Danilo Di Luca    |
| 2011  | 7e            | Maddaloni    | 13 mai | 110 | Bart De Clercq    |
| 2018  | 8e            | Praia a Mare | 12 mai | 208 | Richard Carapaz   |